# Универсал (документ)
Универсал (на полски: uniwersał – кралска грамота, от латински: universales litterae – послания, предназначени за всички, открити, публични, тържествени) се нарича окръжна грамота, писмен манифест, законодателен или разпоредителен акт с административно-политическо съдържание в Полско-литовската държава (през XV–XVIII век) и Казашкото хетманство (през XVII–XVIII век), както и дарствена грамота за владеене на имение.
Oт Полско-литовската държава терминът бива заимстван в Казашкото хетманство (на украински: універсал), което се откъсва от нея и става независима държава. По-късно, то е анексирано от Руската империя и терминът се използва и в нея (на руски: универсал) за известно време, докато постепенно бъде заличен и заменен с руска терминология.
Универсалите се издават от полските крале, сейма (парламента), хетманите на Полската корона и на Великото литовско княжество, както и хетманите на Запорожката войска (Казашко хетманство). В Казашкото хетманство универсали понякога са били издавани и от представители на генералната старшина (правителството) и полковниците (областни управители). Те са имали върховна юридическа сила по отношение на други правни документи. Обикновено универсалът се състои от въведение, протокол (името и пълната титла на автора, името на лицето, за което е предназначен универсалът), конкретно разпореждане и заключителен протокол (пълна титла и личен подпис на автора). Универсалите могат да бъдат както общи, отнасящи се до цялото население (обикновено съдържащи общи решения от административен или съдебен характер, послания от общ характер), така и специални, отнасящи се до отделни организации, групи от населението или дори единични хора.

## В Полско-Литовската държава (XV–XVIII век)
Всяко обръщение на краля към народа и/или към шляхтата (благородничеството) се наричало универсал. Посредством универсали кралят свиква парламента и всеобщото опълчение на шляхтата и подчинените ѝ крепостни селяни срещу врага. Кралският универсал се подписва от краля и удостоверява с печата на короната. До 1564 г. универсалите на полските крале се издават на латински език. Обичайната форма на обръщение на краля към народа е: universis et singulis, praesentibus et futuris (за всички и всеки по отделно, настоящи и бъдещи). Кралските универсали, касаещи данъците, подлежат на одобрение от парламента.
В периоди на междуцарствие (т. е. след смъртта на крал и преди коронясването на нов крал) универсалите се издават от Гнезенския архиепископ (примас), при което те имат силата на кралски универсали.
Предполага се, че от 1564 г. сеймът (парламентът) издава „данъчни универсали“.
След разпадането на Полско-Литовската държава, само веднъж се издава нов универсал: когато Наполеон I нахлува в Полша през 1806 г., Юзеф Радзимински, бивш гнезенски войвода, издава универсал към шляхтата (благородничеството) относно всеобщото опълчение (задължение на благородниците да защитават страната, използвайки всички свои ресурси и крепостни поданици).

## В Казашкото хетманство (XVII–XVIII век)
В Казашкото хетманство универсалът се превръща в най-изразителният и утвърден документ след провъзгласяването на Богдан Хмелницки хетман, сроден на указ. До голяма степен чрез универсали хетманите уреждат:
- отношенията между длъжността на хетмана и Генералната старшина (правителството),
- военните дела (заповеди за излизане на военен поход, за изпълняване на стражева служба, за разквартируване на войски и тем подобно),
- стопански дейности (разпределяне, утвърждаване и потвърждаване на поземлени владения, потвърждаване на нотариални актове за покупко-продажба на имущество, завещания, разделяне на земя и друга собственост),
- текущо управление (назначаване на правителствени длъжности, събиране на данъци, предоставяне на привилегии, въпроси по външната политика),
- назначения на военни длъжности, утвърждения на кандидати за граждански и духовни длъжности и тем подобни.

От средата на XVII век започват да се появяват универсали, според които определени лица се отстраняват от полковата и сотнената юрисдикция и се поставят под изключителната юрисдикцията на хетмана и под неговия съд (в универсалите се пише, че хетманът ги взема „под своя бунчук“ (т. е. под своята опека; бончукът е инсигния на хетманската власт) и тук се използва метафорично).
Освен в хетманската канцелария, универсали могат да се издават и от полковниците в полковите канцеларии. Тогава вместо хетмански универсали се говори за полкови универсали.
Някои универсали са адресирани до местната администрация с цел изпълнението им, а други се обявяват публично на площади и в църкви, с цел огласяване сред народа.

## По време на въстания и военни действия
През XVIII–XX век най-различни организации и движения наричат своите документи също универсали. Например водачите на Коливщинското въстание през 1768 г. (православни хайдути в Деснобрежна Украйна, които въстават срещу крепостничеството) се обръщат към народа чрез универсали: те издават универсал до селяните с призив към борба срещу полската шляхта за  освобождение „от барската неволя и иго“.

## Украйна след революцията от 1917 г.
През 1917–1918 г. Централната Рада (парламентът) на Украинската народна република нарича своите главни държавно-политически актове универсали.
Директорията Украинската народна република също издава свои универсали. По-специално, на 22 януари 1919 г. е огласен Универсалният за обединението на УНР и ЗУНР.
През 2006 г. почти всички политически сили на Украйна подписват Универсала за национално единство – документ, съдържащ основните принципи на външната и вътрешната политика на Украйна, към които, както се предполагало, трябвало да се придържат бъдещите правителства на страната.